# Protestos em Marrocos em 2011–2012

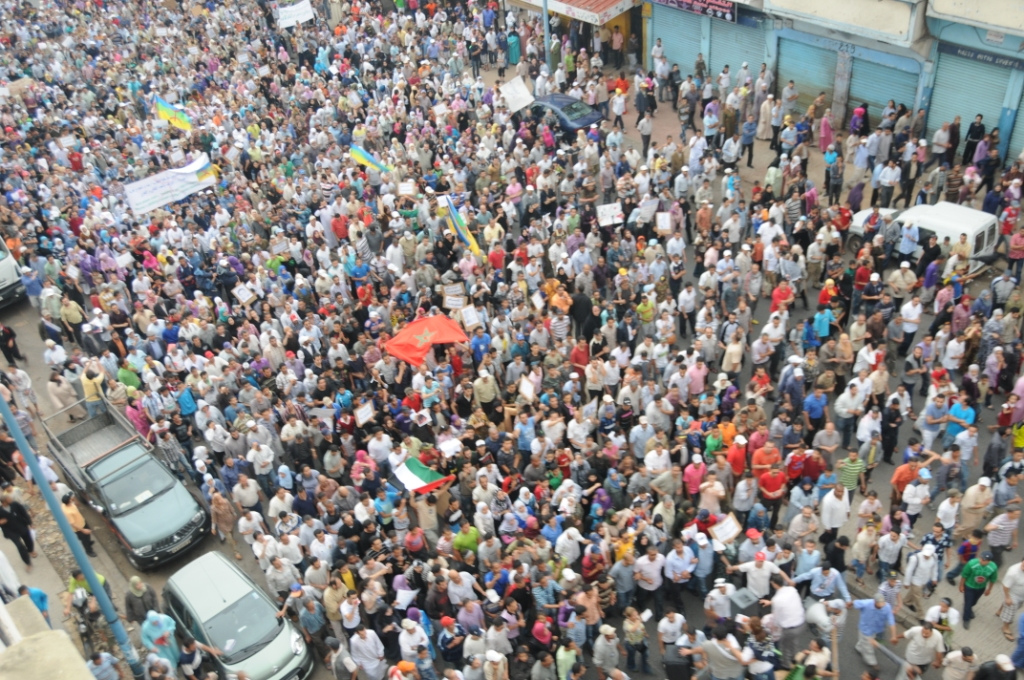
Manifestantes na cidade de Casablanca, em 15 de maio de 2011.

Os Protestos em Marrocos em 2011 são uma onda de protestos populares sociais e políticos, que ocorrem desde 20 de fevereiro de 2011 em Marrocos. Estes protestos se enquadram no contexto dos protestos no mundo árabe. Como na Tunísia ou Egito, os manifestantes exigem mais liberdade e democracia, menos corrupção  e um maior respeito pelos direitos humanos.
O protesto marroquino manifesta a impaciência crescente contra a monarquia do rei Mohammed VI que subiu ao trono em 1999 e o desejo de reformas constitucionais que impediriam a prática para que o soberano assegure o poder de tomada de decisão dada a assuntos diversos, enquanto o país possui um governo e um parlamento sem poderes reais. . O protesto, no entanto, tem um perfil mais equilibrado que os outros países afetados pelos problemas, graças ao consenso mais ou menos comum gozado pelo monarca.